# Belur

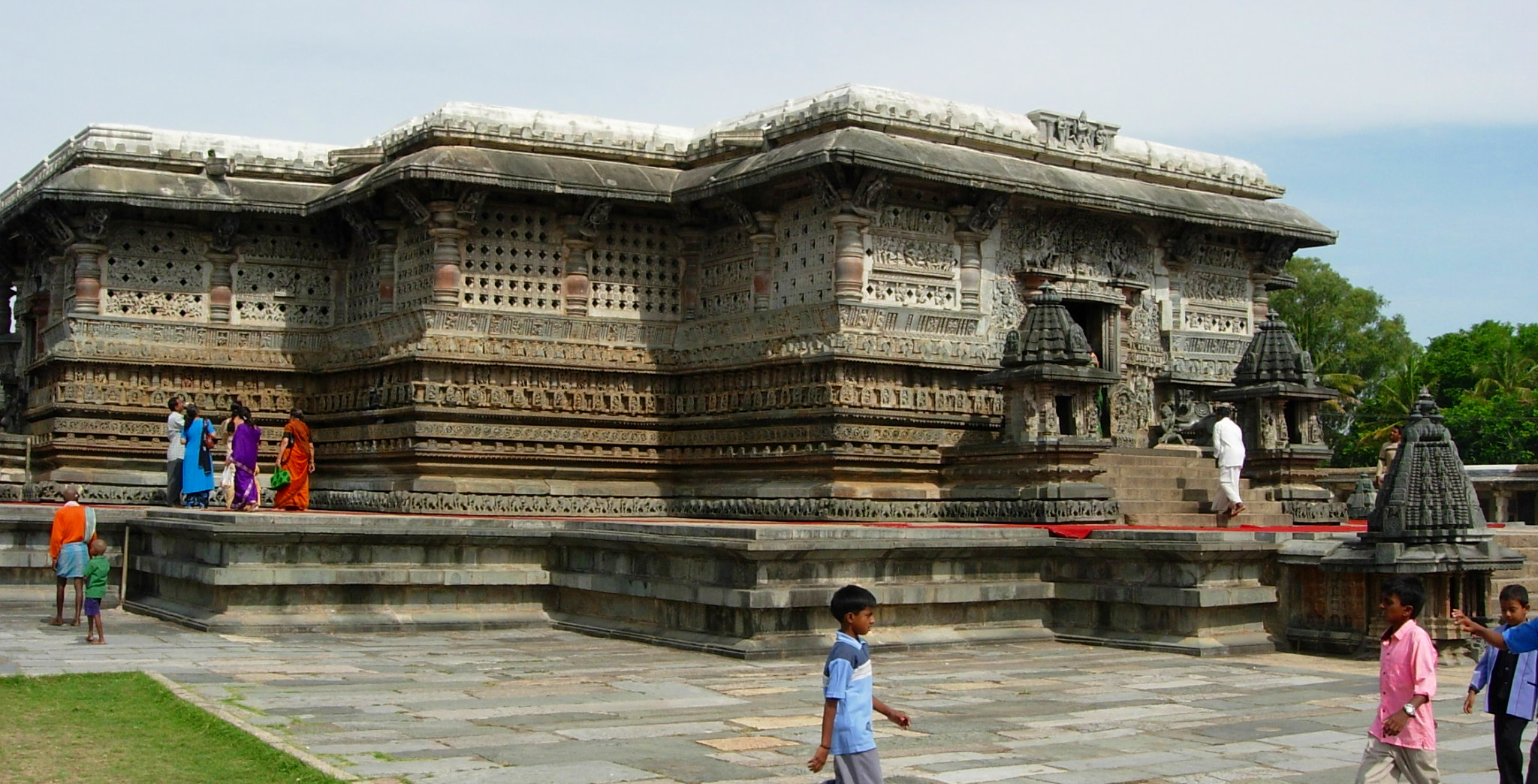
Chennakesava

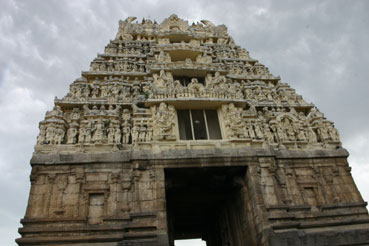
Chennakesava

Belur (kannada ಬೇಲೂರು, Bēlũru, o Beluru) és una ciutat i consell municipal de Karnataka, Índia, districte de Hassan. Està situada a 13° 10′ N, 75° 52′ E / 13.17°N,75.87°E. Segons el cens del 2001 té una població de 20.225 habitants.

## Monuments
La seva principal atracció és el temple de Chennakesava (dedicat a Vixnu) exemple de l'arquitectura hoysala, construït pel rei Vishnuvardhana per commemorar la seva victòria sobre els coles a Talakad en una data que apareix entre el 1114 i el 1117; el temple es va construir en un període de 103 anys i el va acabar el net del rei, Veera Ballala II; la façana està coberta d'escultures sense ni un tros sense esculpir; els pilars són nombrosos. Està proposat com Patrimoni de la Humanitat junt al temple Hoysaleswara a Halebidu i els monuments jainistes a Shravanabelagola.
El temple està rodejat per algunes altres edificacions entre els quals la principal el temple Kappe Chennigraya construït per Shantaladevi, esposa del rei Vishnuvardhana; també destaquen dues capelles encara en ús, i una llacuna escalonada o pushkarni.
Una altra atracció és Belur Math (en bengalí বেলুড়মঠ, monestir de Belur) és un conjunt de sis institucions, temples i escoles a la riba del riu Hughli (distributari del Ganges). Fundat a principis del segle xx per en Vivekananda com a monestir hindú i seu de la Ramakrishna Math i de la Missió Ramakrishna. És un important centre intel·lectual i religiós de l'hinduisme modern. Essent una institucions rellevant i una de les atraccions turístiques i religioses més importants de Calcuta. Molts fidels hi assisteixen a les cerimònies religioses i festivals que s'hi celebren.

## Història
Belur, esmentada també com Velapuri, fou la primera capital de la dinastia hoysala al començament del segle xi; després la capital va passar a Halebidu o Dorasamudra a uns 16 km. Ganga Salar de la dinastia tughlúquida de Delhi va envair el Dècan i va arribar a Belur, destruint parcialment els seus temples; els reis de Vijayanagar els van restaurar. El 1397 el general Gunda, al servei d'Harihara II, va construir una torre (gopuram) de set plantes a l'entrada del temple i després es van construir tres edificacions més: el temple Soumyanayaki Temple, el gran Mantap i la capella Andal. Belur va estar governat per un nayak (virrei) sota els sobirans de Vijayanagar. El 1690 va ser conquerida per Mysore. El 1879 es va destruir la Vimana gopuram (torre esfèrica) per salvar el temple principal.